# Kabinett Bennett-Lapid
Das Kabinett Bennett-Lapid (hebräisch ממשלת ישראל השלושים ושש Memschelet Jisra'el haSchloschim veSchesch, deutsch: sechsunddreißigste Regierung Israels) bildete vom 13. Juni 2021 bis zum 29. Dezember 2022 die 36. Regierung des Staates Israel. Es wurde von Naftali Bennett als Ministerpräsident und Jair Lapid als alternierender Ministerpräsident in der Form einer Rotationsregierung geleitet, so dass beide ihre Positionen am 27. August 2023 hätten wechseln sollen. Da allerdings die Knesset am 30. Juni 2022 ihre Selbstauflösung und Neuwahlen beschlossen hatte, übernahm Lapid das Amt des Ministerpräsidenten schon ab dem 1. Juli 2022. Die Regierung blieb im Amt, bis nach der Neuwahl eine neue Regierung gebildet wurde.

## Regierungsbildung
Nach der Parlamentswahl 2021 wurde zunächst Benjamin Netanjahu, Parteivorsitzender von Likud, und nach dessen Scheitern Jair Lapid, Parteivorsitzender von Jesch Atid, vom israelischen Staatspräsidenten mit der Regierungsbildung beauftragt. Lapid erreichte am 2. Juni 2021 eine Einigung zwischen Jesch Atid, Kachol Lavan bzw. Chosen LeJisra’el, Jamina bzw. HaJamin HeChadasch, Awoda, Jisra’el Beitenu, Tikwa Chadascha, Meretz und Ra'am.
Am 7. Juni 2021 gab der Sprecher des israelischen Parlaments, der Knesset, die erfolgreiche Regierungsbildung von Lapid bekannt. Die Knesset hat der vorgeschlagenen Regierung am 13. Juni 2021 das Vertrauen ausgesprochen, wonach diese vereidigt wurde. 60 Abgeordnete der Knesset stimmten für die Regierung, 59 gegen sie.

## Entwicklungen während der Regierungszeit
Der Jamina-Abgeordnete Amichai Chikli hatte in der Knesset-Abstimmung am 13. Juni 2021 gegen die neue Regierung gestimmt und stimmte in der folgenden Zeit insgesamt 754 mal gegen seine Fraktion und Koalition, bis er am 25. April 2022 aus der Jamina ausgeschlossen wurde.
Am 6. April 2022 trat die Abgeordnete Idit Silman, bis dato Koalitionsvorsitzende des Regierungsbündnisses, überraschend aus der Jamina-Fraktion aus und wechselte zur oppositionellen Likud-Partei.  Die Regierung verlor damit ihre hauchdünne Mehrheit.
Am 17. April drohte die Partei Ra'am, sie werde aus der Koalitionsregierung ausscheiden, wenn die Regierung nicht das harte Vorgehen gegen palästinensische Demonstranten beende.
Am 19. Mai 2022 erklärte die Meretz-Abgeordnete Ghaida Rinawie Zoabi  zunächst ihren Austritt aus der Regierungskoalition, nahm diesen jedoch drei Tage später nach Gesprächen mit Außenminister Lapid und Vertretern des arabischen Sektors wieder zurück.
Am 30. Juni 2022 beschloss die Knesset ohne Gegenstimme, sich selbst aufzulösen und Neuwahlen für den 1. November 2022 anzusetzen. Dadurch wurde der zuvor alternierende Ministerpräsident Jair Lapid bereits am 1. Juli 2022 um Mitternacht (Ortszeit) neuer Ministerpräsident und der bisherige Ministerpräsident Naftali Bennett wurde neuer alternierender Ministerpräsident. Die Regierung blieb geschäftsführend bis zur Bildung der neuen Regierung Kabinett Netanjahu VI nach der Wahl im November bestehen.

## Rotation
Entsprechend der verfassungsmäßigen Bestimmungen wurde das Kabinett als Rotationsregierung gebildet und so von der Knesset bestätigt. Der Ministerpräsident und der alternierende Ministerpräsident hätten am 27. August 2023 gegenseitig ihre Positionen wechseln sollen. Wegen der Selbstauflösung der Knesset am 30. Juni 2022 geschieht diese Rotation jedoch schon am 1. Juli 2022 um Mitternacht (Ortszeit). Einer erneuten Bestätigung durch die Knesset bedarf der Wechsel nicht; er vollzieht sich aus rechtlicher Sicht automatisch. Auch übernimmt der alternierende Ministerpräsident das Amt des Ministerpräsidenten, wenn der Ministerpräsident vorzeitig aus der Regierung ausscheiden sollte. Außerdem werden die einzelnen Kabinettsmitglieder in einer Rotationsregierung entweder dem Ministerpräsidenten oder dem alternierenden Ministerpräsidenten zugeordnet. Sie müssen dann diesem berichten und können nicht ohne seine Zustimmung entlassen werden.

## Koalitionsparteien
| Partei | Partei | Partei                                        | Wahlbündnis            | Ausrichtung            | Wähleranteil | Abgeordnete | Minister | Parteichef        |
| ------ | ------ | --------------------------------------------- | ---------------------- | ---------------------- | ------------ | ----------- | -------- | ----------------- |
|        |        | Jesch Atid Es gibt eine Zukunft               | –                      | Zentristen             | 13,91 %      | 17/120      | 7        | Jair Lapid        |
|        |        | Chosen LeJisra’el Widerstandskraft für Israel | Kachol Lavan Blau Weiß | Zentristen             | 6,61 %       | 8/120       | 4        | Benny Gantz       |
|        |        | HaJamin HeChadasch Die Neue Rechte            | Jamina Nach rechts     | Nationalkonservative   | 6,21 %       | 5/120 1     | 3        | Naftali Bennett   |
|        |        | Awoda Arbeitspartei                           | –                      | Sozialdemokraten       | 6,09 %       | 7/120       | 3        | Merav Michaeli    |
|        |        | Jisra’el Beitenu Unser Heim Israel            | –                      | Säkulare Nationalisten | 5,64 %       | 7/120       | 3        | Avigdor Lieberman |
|        |        | Tikwa Chadascha Neue Hoffnung                 | –                      | Konservative           | 4,74 %       | 6/120       | 4        | Gideon Sa’ar      |
|        |        | Meretz Tatkraft                               | –                      | Linke                  | 4,59 %       | 6/120       | 3        | Nitzan Horowitz   |
|        |        | Ra'am Vereinigte Arabische Liste              | –                      | Arabische Konservative | 3,79 %       | 4/120       | 0        | Mansour Abbas     |

## Kabinettsmitglieder
Die folgenden Personen gehören der Regierung an:
| Amt | Bild | Name                  | Partei             | Zuordnung              |
| --- | ---- | --------------------- | ------------------ | ---------------------- |
| Ministerpräsident, Minister für auswärtige Angelegenheiten                                                                 |      | Jair Lapid            | Jesch Atid         | sich selbst zugeordnet |
| alternierender Ministerpräsident, Minister für Gemeinschaft                                                                |      | Naftali Bennett       | HaJamin HeChadasch | sich selbst zugeordnet |
| stellvertretender Ministerpräsident, Minister für Verteidigung                                                             |      | Benny Gantz           | Chosen LeJisra’el  | Lapid zugeordnet       |
| stellvertretender Ministerpräsident, Minister für Justiz                                                                   |      | Gideon Sa’ar          | Tikwa Chadascha    | Bennett zugeordnet     |
| Minister für Finanzen |      | Avigdor Lieberman     | Jisra’el Beitenu   | Lapid zugeordnet       |
| Minister im Finanzministerium                                                                                              |      | Hamad Amar            | Jisra’el Beitenu   | Lapid zugeordnet       |
| Minister für öffentliche Sicherheit                                                                                        |      | Omer Bar-Lev          | Awoda              | Lapid zugeordnet       |
| Ministerin für Bildung |      | Yifat Sasha-Biton     | Tikwa Chadascha    | Bennett zugeordnet     |
| Ministerin für Inneres |      | Ajelet Schaked        | HaJamin HeChadasch | Bennett zugeordnet     |
| Ministerin für Verkehr und Straßensicherheit                                                                               |      | Merav Michaeli        | Awoda              | Lapid zugeordnet       |
| Minister für Gesundheit |      | Nitzan Horowitz       | Meretz             | Lapid zugeordnet       |
| Ministerin für Umweltschutz                                                                                                |      | Tamar Zandberg        | Meretz             | Lapid zugeordnet       |
| Ministerin für Wirtschaft und Industrie                                                                                    |      | Orna Barbivai         | Chosen LeJisra’el  | Lapid zugeordnet       |
| Minister für Bau und Wohnungswesen, Minister für Jerusalemer Angelegenheiten und Erbe, Verbindungsminister zur Knesset     |      | Ze’ev Elkin           | Tikwa Chadascha    | Bennett zugeordnet     |
| Minister für Kommunikation                                                                                                 |      | Joaz Hendel           | Tikwa Chadascha    | Bennett zugeordnet     |
| Minister für Dienstleistungen zur Religionsausübung                                                                        |      | Matan Kahana          | HaJamin HeChadasch | Bennett zugeordnet     |
| Minister für Kultur und Sport                                                                                              |      | Hili Tropper          | Chosen LeJisra’el  | Lapid zugeordnet       |
| Minister für Landwirtschaft und ländliche Entwicklung, Minister für die Entwicklung der Peripherie, des Negev und Galiläas |      | Oded Forer            | Jisra’el Beitenu   | Lapid zugeordnet       |
| Minister für Regionale Kooperation                                                                                         |      | Esawi Frej            | Meretz             | Lapid zugeordnet       |
| Minister für Diaspora-Angelegenheiten                                                                                      |      | Nachman Shai          | Awoda              | Lapid zugeordnet       |
| Minister für Arbeit, Soziales und Soziale Dienste                                                                          |      | Meir Cohen            | Jesch Atid         | Lapid zugeordnet       |
| Ministerin für Alija und Integration                                                                                       |      | Pnina Tamano-Schata   | Chosen LeJisra’el  | Lapid zugeordnet       |
| Minister für Tourismus |      | Yoel Razvozov         | Jesch Atid         | Lapid zugeordnet       |
| Ministerin für Energie |      | Karine Elharrar       | Jesch Atid         | Lapid zugeordnet       |
| Ministerin für Wissenschaft und Technologie                                                                                |      | Orit Farkasch-Hacohen | Jesch Atid         | Lapid zugeordnet       |
| Minister für Nachrichtendienste                                                                                            |      | Elazar Stern          | Jesch Atid         | Lapid zugeordnet       |
| Ministerin für soziale Gleichheit                                                                                          |      | Meirav Cohen          | Jesch Atid         | Lapid zugeordnet       |